# Messier 6
A Messier 6 (más néven Pillangó-halmaz, M6, vagy NGC 6405) nyílthalmaz a Skorpió csillagképben.

## Felfedezése
Egyes, bizonyíthatatlan feltételezések szerint már Ptolemaiosz is megtalálta a halmazt. Az első csillagász, aki biztosan észlelte az M6-ot, Giovanni Battista Hodierna volt, még 1654 előtt, de feljegyzései az 1980-as évek előtt nem váltak általánosan ismertté. Philippe Loys de Chéseaux függetlenül találta meg 1745-46-ban, majd Lacaille abbé 1751-52-ben katalogizálta. Végül Charles Messier 1764. május 23-án adott neki saját katalógusszámot.

## Tudományos adatok
A halmaz legfényesebb csillaga a BM Scorpii (HD 160371), ami egy sárga vagy narancssárga félszabályosan változó szuperóriás, fényessége 5,5 és 7,0 magnitúdó között változik. Ez a váltakozás okozza, hogy a halmaz összfényessége jelentősen váltakozik. A halmaz Trumpler osztályát többféleképpen határozták meg:
- II,3,m (Trumpler)
- III,2,p (Sky Catalogue 2000)
- II,3,r (Götz and Archinal/Hynes)

Az M6 nyolcvannál több csillagból álló nyílthalmaz.

## Megfigyelési lehetőség
Az összes Messier objektum közül az M6 fekszik a legkisebb szögtávolságra a Tejútrendszerünk középpontjától. Messier leírása szerint az objektum szabad szemmel is látható, ekkor ködnek tűnik, de már a legegyszerűbb távcsövek segítségével is különálló csillagok figyelhetőek meg benne. A halmaz helyét Messier katalógusa úgy definiálja, hogy a Nyilas íja és a Skorpió farka között lehet rábukkanni.
Júliusban figyelhető meg Magyarországról a legjobban. Az alacsony horizont feletti magassága nehezíti a megpillantását.
A Messier-maraton során az M62 gömbhalmaz után és az M7 nyílthalmaz előtt érdemes felkeresni.